# Kenrich Williams
Kenrich Lo Williams (Waco, Texas, 2 de diciembre de 1994) es un baloncestista estadounidense que pertenece a la plantilla de los Oklahoma City Thunder de la NBA. Con 1,98 metros de estatura, juega en la posición de alero. 

## Trayectoria deportiva

### Universidad
Comenzó su andadura universitaria en el junior college de Nuevo México, donde jugó su temporada freshman, en la que promedió 10,1 puntos y 6,9 rebotes por partido. Fue reclutado entonces por una universidad de la División I de la NCAA, los Horned Frogs de la Universidad Cristiana de Texas, donde jugó tres temporadas más, con un parón de un año entero por una lesión en la rodilla, en las que promedió 11,0 puntos, 8,6 rebotes, 2,7 asistencias y 1,4 robos de balón por partido. En 2017 fue elegido MVP del National Invitation Tournament tras lograr en la victoria de la final ante Georgia Tech 25 puntos y 12 rebotes. En su última temporada fue incluido en el segundo mejor quinteto de la Big 12 Conference.

### Profesional
Tras no ser elegido en el Draft de la NBA de 2018, disputó las Ligas de Verano de la NBA con los Denver Nuggets, jugando cinco partidos en los que promedió 5,4 puntos y 5,6 rebotes. El 24 de julio firmó contrato con los New Orleans Pelicans junto a otro exjugador de TCU, Garlon Green.
El 23 de noviembre de 2020, como parte de un traspaso múltiple, es enviado a Oklahoma City Thunder.
El 18 de julio de 2022 acuerda una extensión de contrato con los Thunder por 4 años y $27,2 millones.
El 5 de marzo de 2023 se anunció que se perdería lo que restaba de temporada 2022-23 por una lesión en la muñeca.
En septiembre de 2024 se sometería a una operación de rodilla, que le haría perderse el inicio de la temporada 2024-25. El 22 de junio de 2025 se proclamó campeón de la NBA por primera vez en su carrera tras vencer a Indiana Pacers en la Final de la NBA (4-3).

## Estadísticas de su carrera en la NBA
|  | Denota temporadas en las que su equipo fue Campeón de la NBA |

### Temporada regular
| Año     | Equipo        | PJ  | PT | MPP  | %TC  | %3P  | %TL  | RPP | APP | ROB | TPP | PPP |
| ------- | ------------- | --- | -- | ---- | ---- | ---- | ---- | --- | --- | --- | --- | --- |
| 2018-19 | New Orleans   | 46  | 29 | 23.5 | .384 | .333 | .684 | 4.8 | 1.8 | 1.0 | .4  | 6.1 |
| 2019-20 | New Orleans   | 39  | 18 | 21.3 | .347 | .258 | .346 | 4.8 | 1.5 | .7  | .5  | 3.5 |
| 2020-21 | Oklahoma City | 66  | 13 | 21.6 | .533 | .444 | .571 | 4.1 | 2.3 | .8  | .3  | 8.0 |
| 2021-22 | Oklahoma City | 41  | 0  | 21.9 | .461 | .339 | .545 | 4.5 | 2.2 | .9  | .2  | 7.4 |
| 2022-23 | Oklahoma City | 53  | 10 | 22.8 | .517 | .373 | .436 | 4.9 | 2.0 | .8  | .3  | 8.0 |
| 2023-24 | Oklahoma City | 69  | 1  | 14.9 | .468 | .397 | .500 | 3.0 | 1.3 | .6  | .1  | 4.7 |
| 2024-25 | Oklahoma City | 69  | 7  | 16.4 | .483 | .386 | .718 | 3.5 | 1.4 | .6  | .1  | 6.3 |
| Total   | Total         | 392 | 78 | 19.9 | .470 | .365 | .549 | 4.1 | 1.8 | .8  | .3  | 6.4 |

### Playoffs
| Año   | Equipo        | PJ | PT | MPP | %TC  | %3P  | %TL  | RPP | APP | ROB | TPP | PPP |
| ----- | ------------- | -- | -- | --- | ---- | ---- | ---- | --- | --- | --- | --- | --- |
| 2024  | Oklahoma City | 7  | 0  | 4.5 | .250 | .000 | —    | 1.1 | .4  | .1  | .0  | .6  |
| 2025  | Oklahoma City | 16 | 0  | 8.6 | .400 | .200 | .500 | 2.2 | .4  | .4  | .1  | 2.4 |
| Total | Total         | 23 | 0  | 7.3 | .375 | .160 | .500 | 1.9 | .4  | .3  | .0  | 1.9 |